# Hartwig Michels
Hartwig Gerhard Michels (* 10. November 1941, Brașov, Königreich Rumänien; † 5. Februar 2020 in Nürnberg) war ein deutscher Erfinder von Luftkissentransportern und Unternehmer.

## Leben
Hartwig Michels war der Sohn des Ingenieurs Josef Michels. Er besuchte das Nikolaus-Lenau-Lyzeum in Timișoara, wonach er eine Ausbildung zum Eisendreher und Schlosser absolvierte. Hierauf studierte Michels Ingenieurwissenschaften am Polytechnischen Institut Timișoara „Traian Vuia“ und promovierte 1976 bei Vasile Berindei.
Michels emigrierte mit seiner Familie aus Rumänien erst nach Österreich, später zog er nach Nürnberg. Dort forschte er zunächst an Metallluft- und später Multifluidkissen und veröffentlichte hierzu Facharbeiten. 1983 gründete mit seinem Schulfreund Knut Klingler in Nürnberg die DELU Luftkissen Transportgerätetechnik GmbH, die 2011 über 80 verschiedene Luftkissentypen und -größen im Lastbereich von 0,2 bis zu 80 Tonnen anbot und etwa 50 Mitarbeiter beschäftigte. Michels hielt 2011 rund 60 Patente und geschützte Gebrauchsmuster. 1988 erhielt er in Nürnberg für seine Luftkissensysteme die Goldmedaille der Internationalen Ausstellung Ideen-Erfindungen-Neuheiten.
Michels entstammte der Volksgruppe der Banater Schwaben und war Vater zweier Töchter, darunter Karin Michels-Rautenstrauß, die ebenfalls in der Geschäftsführung der Firma tätig ist.

## Veröffentlichungen
- Luftgleitkissen-Technologie – Ansätze zur Erhöhung der inneren Mobilität von Fabriken, in: Henrik Enderlein (Hrsg.): Kompetenznetze der Produktion und mobile Produktionsstätten, Sonderheft 5 der Wissenschaftlichen Schriftenreihe des Institutes für Betriebswissenschaften und Fabriksysteme, Oktober 2002, S. 127